# Мастер (фильм, 1980)
«Мастер» (англ. The Master) — гонконгский фильм с боевыми искусствами с участием Чэнь Гуаньтая. Фильм производства студии Shaw Brothers 1980 года. В «Мастере» начинающий актёр Юнь Так сыграл свою первую главную роль. Альтернативное название, переведённое с немецкого — «Гигант Шаолиня» (нем. Der Shaolin Gigant), а переведённое с китайского — «Предательство ученика» (кит. 背叛師門). Картина получила высокие оценки кинокритиков.

## Сюжет
Коу Кинь, ученик мастера Сэк Ченчуна, спасает раненного человека, Кам Тхиньваня, который оказывается знаменитым бойцом. Впоследствии Тхиньвань обучает Киня своему кунг-фу и дыхательным техникам в обмен на оказание помощи.
Учитель Сэк рассказывает Киню о трёх бойцах, запугивающих жителей во всей округе. Та троица расправляется с Тхиньванем, а Киня исключает из школы его учитель в качестве наказания  за то, что тот стал предателем и обучался кунг-фу у Тхиньваня.
Ченчун собирает бойцов, чтобы сразить троицу мастеров-убийц, чей лидер, Им Чхинвон, использует в бою стиль пантеры. Эти трое, желая сделать школу Ченчуна своим логовом, отправляются туда, убивают учеников, но оставляют в живых Ченчуна и его дочь Сиуин. Когда Кинь устраивается на работу в ресторан, то узнаёт о захвате школы бывшего учителя и убийстве спасённого им человека. Вернувшись в школу, он по очереди сражается с захватчиками .

## В ролях
| Актёр         | Оригинальное имя персонажа | Кантонское чтение  | Чтение на путунхуа |
| ------------- | -------------------------- | ------------------ | ------------------ |
| Чэнь Гуаньтай | 金天運                     | Кам Тхиньвань      | Цзинь Тяньюнь      |
| Юнь Так       | 高堅                       | Коу Кинь           | Гао Цзянь          |
| Джонни Ван    | 阎清王                     | Им Чхинвон         | Янь Цинван         |
| Кэнди Вэнь    | 石小樱                     | Сэк Сиуин          | Ши Сяоин           |
| Лам Файвон    | 许应昌                     | Хёй Инчхён         | Сюй Инчан          |
| Чхёй Фат      | 周三桥                     | Чау Самкхиу        | Чжоу Саньцяо       |
| Юнь Фай       | 樊山                       | Фань Сань          | Фань Шань          |
| Лау Хокнинь   | 石正仲                     | Сэк Ченчун         | Ши Чжэнчжун        |
| Чань Лау      | 韦固                       | Вай Ку             | Вэй Гу             |
| Нг Хонсан     | 魏大雄                     | великий герой Нгай | великий герой Вэй  |
| Цзин Мяо      | 黄老六                     | Вон Лоулук         | Хуан Лаолю         |
| Вон Чхинхо    | 饭店老板                   | хозяин ресторана   | хозяин ресторана   |

## Кассовые сборы
Гонконгская премьера картины состоялась 23 мая 1980 года. По результатам тренадцати дней проката фильм собрал 1 664 510 HK$.

## Восприятие
| Рейтинги                                | Рейтинги |
| Издание                                 | Оценка   |
| --------------------------------------- | -------- |
| Internet Movie Database                 | [ 8 ]    |
| The Encyclopedia of Martial Arts Movies | [ 4 ]    |
| HKCinema.ru                             | [ 9 ]    |
| Heroic Cinema                           | [ 10 ]   |
| Far East Films                          | [ 11 ]   |

Авторы книги The Encyclopedia of Martial Arts Movies оценивают боевую составляющую фильма как «хорошую», при этом не забывают упомянуть про «милые комические штрихи». По мнению Бориса Хохлова (HKCinema.ru), картина имеет не столь проработанный сюжет, присущий лучшим лентам жанра, но высокое качество поединков, которое, на его взгляд, это компенсирует. Кинокритик с сайта Heroic Cinema говорит о различных аспектах «Мастера», в частности хвалит постановку боевых сцен Юнь Така, операторскую работу (при боевых сценах), но комедийные моменты называет «неуклюжими». Эндрю Сароч с Far East Films в отзыве уделяет много внимания ролям Така и Гуаньтая — пишет о них восторженно, чего нельзя сказать о режиссуре Лу Цзюньгу, чей подход к материалу критик называет «единственным слабым звеном» и «несколько неровным».